# Ручьи (Мезенский район)
Ручьи — село в Мезенском районе Архангельской области Российской Федерации. Административный центр Ручьёвского сельского поселения.

## География
Село Ручьи расположено на западе Мезенского района, на Зимнем берегу Горла Белого моря, в устье реки Ручьи. К югу от села находится аэродром Ручьи, к западу — бывшая пограничная застава (земля рекультивирована, от погранчасти ничего не осталось).

## Население
| 2002 | 2010 | 2012 |
| ---- | ---- | ---- |
| 284  | ↘219 | ↗225 |

Численность населения деревни, по данным Всероссийской переписи населения 2010 года, составляет 219 человек.
Численность зарегистрированного населения на 1 января 2017 года в селе Ручьи 277 человек, проживало 202.

### Карты
- Топографическая карта Q-37-17_18.
- Ручьи на карте Wikimapia
- Ручьи. Публичная кадастровая карта